# Hermann Klein (Eisenbahner)
Hermann Klein (* 11. September 1906 in Lorch; † 25. März 1994) war ein deutscher Bahnbeamter. Er war von 1964 bis 1971 Präsident der Bundesbahndirektion Mainz.

## Lebenslauf
Hermann Klein wurde als Sohn eines Postbeamten in Lorch geboren. Er studierte an den Technischen Hochschulen Darmstadt und Berlin Bauingenieurwesen und an der Universität Berlin Rechtswissenschaften. An der Technischen Hochschule Danzig legte er das Diplomexamen und eine zusätzliche Prüfung in Verwaltungswissenschaften, Finanzwissenschaften und Sozialwissenschaften ab.
1934 begann er seine berufliche Karriere bei der Deutschen Reichsbahn als Bauführer im Bezirk der Reichsbahndirektion Mainz. Bei der Deutschen Bundesbahn war er ab 1954 in der Bundesbahndirektion Karlsruhe tätig, seit 1956 als Abteilungspräsident. Zum 15. Juli 1964 wurde er Präsident der Bundesbahndirektion Mainz in Nachfolge von Theodor Acker und trat dort zum 30. September 1971 altersbedingt in den Ruhestand, kurz bevor die Direktion im folgenden Jahr endgültig aufgelöst wurde. Hermann Klein verstarb am 25. März 1994, er wurde in seinem Wohnort Lorch im Rheingau beigesetzt.